# سانا صافي
سانا صافي هي صحفية أفغانية، ولدت في 1989 في كابل في أفغانستان.